# ويسلي كورير

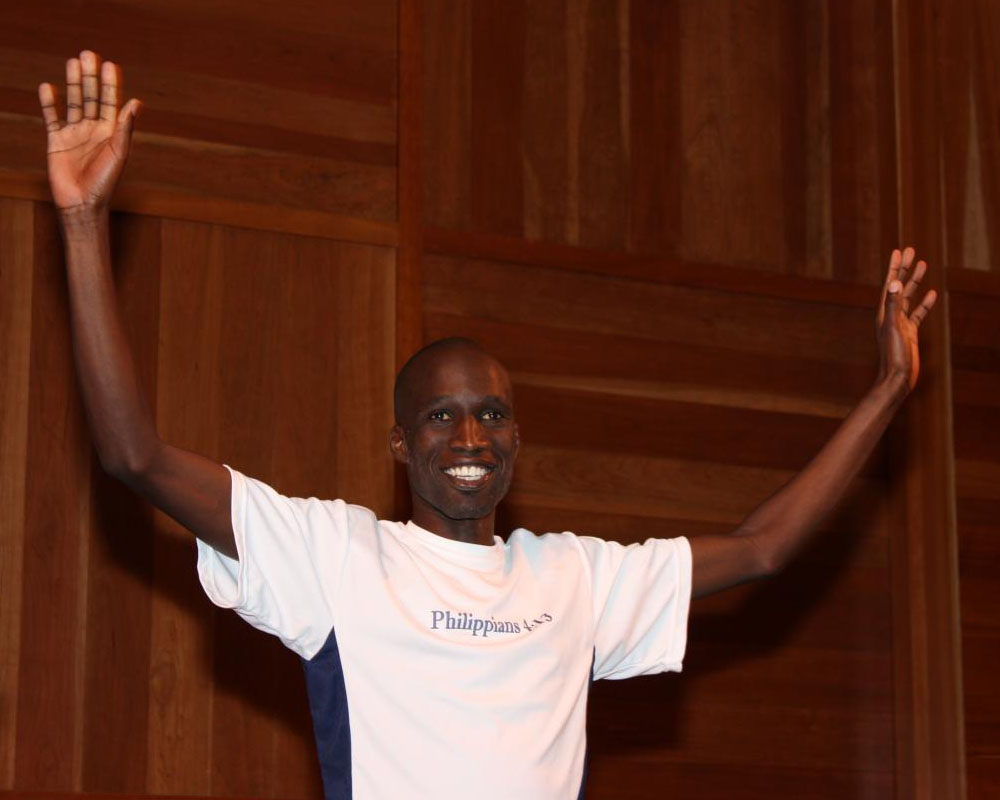
ويسلي كورير في البرلمان الكيني

ويسلي كورير (بالإنجليزية: Wesley Korir) (من مواليد 15 نوفمبر 1982، من كيتال، مقاطعة ترانز نزويا في كينيا) انتخب كعضو في مجلس النواب (في انتخابات 4 مارس 2013)  وهو عداء مسافات طويلة متخصص في مسابقات الطرق والماراثون. في 16 نيسان 2012، فاز بماراثون بوسطن في زمن قدره 2 ساعة 12 دقيقة 40 ثانية. وكان قد فاز سابقا بماراثون لوس أنجلوس عام 2009 و2010. وجاء في المرتبة الثانية عام 2011 في ماراثون شيكاغو في وقت قياسي (2 ساعة 6 دقيقة 15 ثانية)،  وتجاوز هذا الوقت القياسي بثانيتين (2 ثانية) في ماراثون شيكاغو عام 2012. في مارس 2013، حصل كورير بالأنتخابات على مقعد في الجمعية الوطنية الكينية.

## وصلات خارجية
- Kenyan Kids Foundation

## روابط خارجية
- ويسلي كورير على موقع الاتحاد الدولي لألعاب القوى (الإنجليزية)
- ويسلي كورير على موقع أوليمبيديا (الإنجليزية)